# 横浜市立上末吉小学校
横浜市立上末吉小学校（よこはましりつ かみすえよししょうがっこう）は、神奈川県横浜市鶴見区上末吉にある公立小学校。

## 沿革
- 1951年（昭和26年）
  - 4月1日 - 末吉小学校より分離独立し開校。暫定的に末吉小学校の校舎を間借りして授業を開始[1]。
  - 5月20日 - 現在地（当時上末吉町26）にて授業を開始。この日を開校記念日に制定[1]。
  - 6月2日 - 新校舎にて給食を開始[1]。
- 1953年（昭和28年）10月28日 - 校舎を増築[1]。
- 1954年（昭和29年）3月22日 - 校舎を増築[1]。
- 1958年（昭和33年）5月26日 - 校舎を増築[1]。
- 1959年（昭和34年）
  - 2月26日 - 校舎を増築[1]。
  - 9月13日 - 給食室を設置[1]。
- 1962年（昭和37年）
  - 7月11日 - 鉄筋コンクリート造2階建ての新校舎を落成[1]。
  - 10月14日 - 校歌発表会を開催し、校歌（作詞：勝承夫、作曲：井上武士）を制定[1][2]。
- 1968年（昭和43年）11月8日 - 講堂兼体育館を落成。校舎を増築[1]。
- 1969年（昭和44年）10月9日 - 鉄筋コンクリート校舎2・3階に6教室を設置[1]。
- 1970年（昭和45年）7月25日 - プールを落成[1]。
- 1972年（昭和47年）10月1日 - 駒岡小学校分校を開設[1]。
- 1972年（昭和48年）4月1日 - 駒岡小学校分校が駒岡小学校として独立[1]。
- 1977年（昭和52年）4月4日 - 新校舎を落成[1]。
- 2013年（平成25年） - プール・図書室・パソコン室を改修[1]。
- 2016年（平成28年）3月 - プール脇に上末吉小学校放課後キッズクラブの施設を設置[3]。

## 通学区域
- 梶山一丁目1番から27番まで
- 梶山二丁目8番から18番12号18番19号から18番48号まで、19番11号から19番27号まで、25番から31番11号まで、31番28号から39番まで
- 上末吉三丁目
- 上末吉四丁目
- 上末吉五丁目
- 駒岡三丁目35番から40番まで
- 駒岡四丁目1番から20番まで

## アクセス

### バス
- 「上末吉」バス停（横浜市営バス・川崎鶴見臨港バス）から徒歩すぐ

## 周辺
- 兜塚古墳
- 東芝総合グラウンド

## 著名な出身者
- 田中正義 - プロ野球選手[4]